# マリー・ダルマニャック
マリー・ダルマニャック（フランス語：Marie d'Armagnac, 1420年ごろ - 1473年7月25日）は、アルマニャック伯ジャン4世とその2番目の妃イザベル・ド・ナヴァールの娘 。

## 結婚と子女
1437年4月30日、マリーはアランソン公ジャン2世の2番目の妻となった。結婚式はリル＝ジュルダン城で行われた。2人の間には以下の子女が生まれた。
- カトリーヌ（1452年 - 1505年）[3]
- ルネ（1454年 - 1492年）[2] - アランソン公

マリーは1473年7月25日にモルターニュ＝オー＝ペルシュ修道院で亡くなった。夫アランソン公ジャン2世は3年後の1476年9月8日にパリで亡くなった。